# Jacob Andersen (Fußballspieler)
Jacob Andersen (* 26. Januar 2004 in Galten) ist ein dänischer Fußballspieler. Er spielt bei Aarhus GF und ist ein dänischer Nachwuchsnationalspieler.

## Karriere als Spieler

### Vereinsfußball
Jacob Andersen stammt aus Galten im Umland von Aarhus und spielte beim ortsansässigen Fußballverein Galten fS, bevor er in die Jugendabteilung von Aarhus GF wechselte. Er gab am 24. Mai 2021 im Alter von 17 Jahren bei einer 0:4-Niederlage beim FC Midtjylland sein Profidebüt in der Superligaen.

### Nationalmannschaft
Am 4. September 2021 gab Jacob Andersen in einem Testspiel gegen Norwegen im schwedischen Sundsvall sein Debüt für die U18 Dänemarks. Er kam für diese Altersklasse zu zwei Einsätzen.